# Assurs fall
Assur var en av det assyriska imperiets äldsta städer och även rikets religiösa centrum. Dess fall ägde rum 614 f.Kr. i och med att den mediska armén under kung Kyaxares belägrade och erövrade staden som sedan plundrades och brändes. Assur skulle förbli en ruinstad fram tills att den återuppfördes av akemeniderna. Under det partiska riket verkar Assur ha varit en nästan självständig assyrisk stadsstat fram tills att staden erövrades av sasaniderna på 300-talet e.Kr. Assur skulle sedan tillhöra flera olika riken, men dess befolkning förblev i stort assyrisk. Under 1400-talet e.Kr. intogs Assur av turk-mongoler under Timur Lenk som lät förstöra staden fullständigt. Sedan dess har Assur förblivit övergiven.

## Bakgrund
Ända sedan kung Ashurbanipals död år 631 f.Kr. hade det assyriska riket befunnit sig i en utsatt och kritisk situation; inbördeskrig, uppror i samtliga erövrade territorier och invasioner från Babylonien, Medien och av skyter visade sig vara alltför mycket för det en gång starka riket att hantera. År 616 f.Kr. hade Assyrien förlorat hela det forna Babylonien och babylonierna ryckte även in i det assyriska kärnlandet men assyrierna tvingade till slut tillbaka dem till den assyriska gränsen där ett stillestånd uppstod.

## Assurs fall
År 615 f.Kr. började läget se någorlunda stabilt ut i kriget mot Babylonien och det hade kunnat fortsätta på det sättet om det inte vore för Medien som gav sig in i kriget. Mederna som leddes av kung Kyaxares invaderade Assyrien och erövrade Arrapha; därefter gav de sig på Nineve och Kalhu men assyrierna lyckades försvara städerna. År 614 f.Kr. gav sig mederna på Tarbisu som erövrades och de fortsatte sedan mot Assur. På grund av de tidigare anfallen mot Nineve och Kalhu befann sig större delen av den assyriska armén fortfarande kring de städerna och Assur var därmed dåligt försvarat.
Inga försök att undsätta staden verkar ha gjorts och efter blodiga närstrider verkar Assur till slut ha fallit. Kyaxares lät efter erövrandet plundra staden och en stor del av civilbefolkningen dräptes.